# Ceratinops obscurus
Ceratinops obscurus är en spindelart som först beskrevs av Chamberlin och Ivie 1939.  Ceratinops obscurus ingår i släktet Ceratinops och familjen täckvävarspindlar. Inga underarter finns listade i Catalogue of Life.